# Noticias de Salamanca
Noticias de Salamanca es un diario digital de la ciudad de Salamanca (España) centrado en la actualidad local y resúmenes de prensa nacionales e internacionales.
Surge en 1996 como periódico en papel para pasar posteriormente a diario digital.
Es un periódico local sin ninguna línea política predeterminada. 